# 駅務機器
駅務機器（えきむきき）とは、駅で用いられる、主に運賃・料金収受や乗降客管理のための業務用機器の総称である。
高見沢サイバネティックスでは「交通機器」と称している。

## 概要
乗客が主に操作する自動券売機・自動定期券発売機・自動精算機・チャージ機などの他、駅員が操作する自動改札機・窓口処理機・定期券発行機・自動入出金機・マルス端末機・システムキーボックス・データ集計機などがある。
硬貨計算機（硬貨計数機）・紙幣計算機（紙幣計数機）のように駅以外の場面（大規模小売店、郵便局、銀行など）で使用される機器もあるが、この場合は特に「駅務機器」と呼ばれることは少ない。